# Жељко Петровић
Жељко Петровић (Никшић, 13. новембар 1965) бивши je југословенски фудбалер, а данас црногорски фудбалски тренер.

## Клупска каријера
Петровић је за први тим подгоричке Будућности наступао од 1987. до 1990. године. Након тога је прешао у Динама из Загреба, где се исказао као веома талентовани десни бек, па је добио шансу да заигра за репрезентацију. После само једне сезоне проведене у Загребу одлази у Шпанију где постаје члан Севиље, за коју је тада играо и Дијего Армандо Марадона.
У Холандију се сели 1992. године, где прво потписује за Ден Бош. Две године касније прешао је у РКЦ Валвајк, а 1996. је постао играч ПСВ Ајндховена. Тамо је провео две сезоне, а затим одлази у Јапан у редове Ураве. У РКЦ Валвајк се поново вратио 2000. и ту завршио каријеру 2004.

## Репрезентација
- За сениорску репрезентацију Југославије је одиграо 18 утакмица, (1990-1998).[2]

За репрезентацију Југославије је дебитовао 12. септембра 1990. године, на утакмици против Северне Ирске у Белфасту. Учествовао је на Светском првенству 1998. у Француској након којег је одлучио да се повуче из репрезентације. Његова последња утакмица у дресу са државним грбом је била утакмица осмине финала Светског првенства, против Холандије (1:2), одиграна 29. јуна 1998. у Тулузу.

## Тренерска каријера
Своју тренерску каријеру започео је 2004. године као помоћник Руду Гулиту у Фајенорду. За првог тренера Боависте именован је 21. августа 2006. На дебитантском мечу на месту првог тренера, његова екипа је славила над Бенфиком (3:0). Слаби резултати у наредним утакмицама су довели до његове смене током октобра 2006. У сезони 2007/08. водио је са клупе екипу РКЦ Валвајка која се такмичила тада у другој лиги. Заузели су друго место и нису успели да се пласирају у прву лигу.
Током сезоне 2008/09. радио је као помоћник Мартину Јолу у екипи ХСВ Хамбурга. Током јесени 2010. радио је као помоћник Авраму Гранту у Вест Хему. Наредне године је самостално радио у јапанској Урави, па је током 2012. био помоћник Гусу Хидинку у Анжију.
Током 2014. радио је као помоћник Дику Адвокату у репрезентацији Србије, а наредне године је са истим тренером радио у Сандерленду. Током сезоне 2016/17. самостално је водио холандског прволигаша Ден Хаг, али је смењен у фебруару 2017. након четири узастопна пораза. У сезони 2018/19. поново је радио као помоћник Адвокату у Утрехту.
Током лета 2019. преузео је Ботев из Пловдива. На клупи бугарског прволигаша је био до октобра исте године када је добио отказ након што је после 12 одиграних кола имао само девет бодова (седам пораза) и налазио се на 13. месту. У јануару 2020. преузео је Интер из Запрешића. На клупи хрватског прволигаша је био до 10. априла исте године када је уговор раскинут због слабих резултата. Од лета 2020. године је поново почео да ради као помоћни тренер Дику Адвокату, овога пута у холандском Фајенорду. У јануару 2021. преузео је функцију шефа стручног штаба холандског прволигаша Виљема II. Са Виљемом је изборио опстанак у холандској Ередивизији након чега је по завршетку сезоне напустио клуб.
Током 2021. радио је као помоћник Дику Адвокату у репрезентацији Ирака. Након што је Адвокат поднео оставку у новембру 2021, Петровић је преузео место селектора Ирака. На тој функцији се задржао до фебруара 2022. када је смењен. Почетком 2024. године представљен је као нови тренер Зрињског из Мостара.